# Штьявницке-Врхи
Штья́вницке-Врхи (словац. Štiavnické vrchy), горный массив в центральной Словакии, часть Словацкого Стредогорья. Наивысшая точка — гора Ситно, 1009 м. Штьявницке Врхи лежат в бассейнах рек Грон и притока Ипеля Штьявницы. На территории Штьявницких Врхов находится крупнейший в Словакии охраняемый природный парк ХКО «Штьявницке Врхи». Растительность — в основном дубовые и буковые леса.

## Достопримечательности
- Город Банска-Штьявница
- Замок Светы Антон
- Развалины замка Жакил
- Развалины замка Шашов
- Развалины замка Ситно
- Озеро Почувадло
- Штьявницкое озеро
- Термальные источники Склене Теплице
- Каменное море в Вигнях
- Дендрарий Кисигибел
- Горнолыжные центры